# Das Mädchen Hirut
Das Mädchen Hirut (Originaltitel: Difret, amharisch ድፍረት „Mut“) ist ein Film von Zeresenay Mehari. Er beruht auf einem juristischen Präzedenzfall, bei dem ein 14-jähriges Mädchen seinen Peiniger erschoss und wegen Mordes angeklagt wurde.
Die Premiere des Films war am 18. Januar 2014 beim Sundance Film Festival. Zudem lief er bei den 64. Internationalen Filmfestspielen Berlin in der Sektion „Panorama“. Der deutsche Kinostart war am 12. März 2015.

## Handlung
Die 14-jährige Hirut Assefa wird 1996 in der Nähe von Addis Abeba auf dem Schulweg von mehreren Männern entführt und von einem von ihnen vergewaltigt. Er beabsichtigt Hirut zu heiraten; dafür ist es in den ländlichen Gegenden Äthiopiens gemäß der alten Tradition der „Telefa“ erlaubt, die Braut vor der Eheschließung zu entführen. Hirut gelingt jedoch die Flucht. Bei der Verfolgung erschießt sie ihren Peiniger in Notwehr mit einem Gewehr. 
Sie wird wegen Mordes angeklagt, ein Verbrechen, das im schlimmsten Fall mit der Todesstrafe geahndet werden kann. Hirut wird in ihrem Kampf um Gerechtigkeit von der Anwältin Meaza Ashenafi unterstützt, die Frauen und Kindern in Not kostenlosen Rechtsbeistand leistet. Im Laufe des Prozesses wird deutlich, dass sie nicht nur um Hiruts Leben kämpfen, sondern auch gegen veraltete Traditionen und Unterdrückung.

## Kritik
Der Film erhielt überwiegend positive Kritiken. Bei Rotten Tomatoes sind 88 % der Kritiken positiv bei insgesamt 26 Kritiken. Der Filmdienst urteilt, der Film sei ein „inszenatorisch mitunter rau entwickeltes Drama […], geprägt von seinem großen Gespür für die in den Köpfen der Menschen verankerten Wurzeln von Unterdrückung und Perspektivlosigkeit“.

## Auszeichnungen
Das Mädchen Hirut wurde auf zahlreichen Festivals gezeigt und erhielt u. a. den Panorama-Publikumspreis der Berlinale 2014 sowie den Publikumspreis in Sundance. Beim San Francisco International Film Festival erhielt Zeresenay Mehari eine Nominierung für den New Directors Prize. Bei der Camerimage 2014 erhielt Monika Lenczewska eine Nominierung für das beste Kameradebüt.